# Jānis Polis
Jānis Polis (ur. 12 stycznia 1893 w Matīši, zm. 29 września 1953 w Rydze) – łotewski zapaśnik walczący w stylu klasycznym. Dwukrotny olimpijczyk. Odpadł w trzeciej rundzie w Sztokholmie 1912 (walczył w reprezentacji Rosji) i zajął piąte miejsce w Paryżu 1924. Walczył w wadze średniej i ciężkiej.

## Letnie Igrzyska Olimpijskie 1912
| Konkurencja | Rundy eliminacyjne    | Rundy eliminacyjne     | Rundy eliminacyjne         | Klas. końcowa |
| Konkurencja | Przeciwnik I          | Przeciwnik II          | Przeciwnik III             | Miejsce       |
| ----------- | --------------------- | ---------------------- | -------------------------- | ------------- |
| 75 kg       | Stanley Bacon (GBR) Z | August Jokinen (FIN) P | Peter Kokotowitsch (AUT) P | 3 runda       |

## Letnie Igrzyska Olimpijskie 1924
| Konkurencja | Rundy eliminacyjne  | Rundy eliminacyjne      | Rundy eliminacyjne   | Rundy eliminacyjne   | Klas. końcowa |
| Konkurencja | Przeciwnik I        | Przeciwnik II           | Przeciwnik III       | Przeciwnik IV        | Miejsce       |
| ----------- | ------------------- | ----------------------- | -------------------- | -------------------- | ------------- |
| +82,5 kg    | Emil Larsen (DEN) P | Marcello Giuria (ITA) Z | Léon Pottier (BEL) Z | Rajmund Badó (HUN) P | 5.            |